# Wakhi
Le wakhi (en wakhi χik zik, langue wakhi ou χikwor) est une langue iranienne parlée dans le district autonome du Haut-Badakhshan au Tadjikistan, ainsi que dans les régions proches en Afghanistan. D'autres locuteurs de la langue sont présents dans le Chitral, au Pakistan et au Xinjiang en Chine. Selon Ivan Steblin-Kamensky, la population des Wakhis peut être estimée à 20 000 ou 25 000 personnes.
Le wakhi, qui fait partie du sous-groupe des langues pamiriennes, subit une forte influence du tadjik.

## Écriture

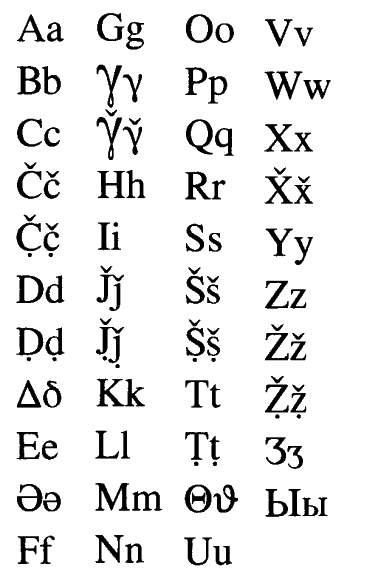
Alphabet wakhi de 1984.

Le wakhi est écrit avec l’alphabet arabe, l’alphabet cyrillique ou l’alphabet latin.
| A | B | C | Č | Č̣ | D | Ḍ | Δ | E | Ə | F | G | Ɣ | Ɣ̌ | H | I | J | J̣̌ | K | L | M | N | O | P | Q | R | S | Š | Ṣ̌ | T | Ṭ | Θ | U | V | W | X | X̌ | Y | Z | Ž | Ẓ̌ | Ʒ | Ы |
| a | b | c | č | č̣ | d | ḍ | δ | e | ə | f | g | ɣ | ɣ̌ | h | i | j | ǰ̣ | k | l | m | n | o | p | q | r | s | š | ṣ̌ | t | ṭ | ϑ | u | v | w | x | x̌ | y | z | ž | ẓ̌ | ʒ | ы |

Note : les lettres majuscules gamma ‹ Ɣ › et gamma caron ‹ Ɣ̌ › utilisent parfois la forme du gamma grec ‹ Γ › ou gué cyrillique ‹ Г › ; la lettre yérou ‹ Ы ы › est remplacée par le u barré ‹ Ʉ ʉ › dans certains ouvrages.
| Alphabet cyrillique de Douchanbé (2012) | Alphabet cyrillique de Douchanbé (2012) | Alphabet cyrillique de Douchanbé (2012) | Alphabet cyrillique de Douchanbé (2012) | Alphabet cyrillique de Douchanbé (2012) | Alphabet cyrillique de Douchanbé (2012) | Alphabet cyrillique de Douchanbé (2012) | Alphabet cyrillique de Douchanbé (2012) | Alphabet cyrillique de Douchanbé (2012) | Alphabet cyrillique de Douchanbé (2012) | Alphabet cyrillique de Douchanbé (2012) | Alphabet cyrillique de Douchanbé (2012) | Alphabet cyrillique de Douchanbé (2012) | Alphabet cyrillique de Douchanbé (2012) | Alphabet cyrillique de Douchanbé (2012) | Alphabet cyrillique de Douchanbé (2012) | Alphabet cyrillique de Douchanbé (2012) | Alphabet cyrillique de Douchanbé (2012) | Alphabet cyrillique de Douchanbé (2012) | Alphabet cyrillique de Douchanbé (2012) | Alphabet cyrillique de Douchanbé (2012) | Alphabet cyrillique de Douchanbé (2012) | Alphabet cyrillique de Douchanbé (2012) | Alphabet cyrillique de Douchanbé (2012) | Alphabet cyrillique de Douchanbé (2012) | Alphabet cyrillique de Douchanbé (2012) | Alphabet cyrillique de Douchanbé (2012) | Alphabet cyrillique de Douchanbé (2012) | Alphabet cyrillique de Douchanbé (2012) | Alphabet cyrillique de Douchanbé (2012) | Alphabet cyrillique de Douchanbé (2012) | Alphabet cyrillique de Douchanbé (2012) | Alphabet cyrillique de Douchanbé (2012) | Alphabet cyrillique de Douchanbé (2012) | Alphabet cyrillique de Douchanbé (2012) | Alphabet cyrillique de Douchanbé (2012) | Alphabet cyrillique de Douchanbé (2012) | Alphabet cyrillique de Douchanbé (2012) | Alphabet cyrillique de Douchanbé (2012) | Alphabet cyrillique de Douchanbé (2012) | Alphabet cyrillique de Douchanbé (2012) | Alphabet cyrillique de Douchanbé (2012) | Alphabet cyrillique de Douchanbé (2012) | Alphabet cyrillique de Douchanbé (2012) | Alphabet cyrillique de Douchanbé (2012) | Alphabet cyrillique de Douchanbé (2012) |
| --------------------------------------- | --------------------------------------- | --------------------------------------- | --------------------------------------- | --------------------------------------- | --------------------------------------- | --------------------------------------- | --------------------------------------- | --------------------------------------- | --------------------------------------- | --------------------------------------- | --------------------------------------- | --------------------------------------- | --------------------------------------- | --------------------------------------- | --------------------------------------- | --------------------------------------- | --------------------------------------- | --------------------------------------- | --------------------------------------- | --------------------------------------- | --------------------------------------- | --------------------------------------- | --------------------------------------- | --------------------------------------- | --------------------------------------- | --------------------------------------- | --------------------------------------- | --------------------------------------- | --------------------------------------- | --------------------------------------- | --------------------------------------- | --------------------------------------- | --------------------------------------- | --------------------------------------- | --------------------------------------- | --------------------------------------- | --------------------------------------- | --------------------------------------- | --------------------------------------- | --------------------------------------- | --------------------------------------- | --------------------------------------- | --------------------------------------- | --------------------------------------- | --------------------------------------- |
| А                                       | Б                                       | В                                       | В̌                                       | Г                                       | Ғ̌                                       | Ғ                                       | Д                                       | Д̈                                       | Е                                       | Ё                                       | Җ                                       | Ж                                       | З                                       | З̌                                       | И                                       | Й                                       | К                                       | Қ                                       | Л                                       | М                                       | Н                                       | О                                       | П                                       | Р                                       | С                                       | С̌                                       | Т                                       | Т̈                                       | У                                       | Ф                                       | Х                                       | Х̌                                       | Ц                                       | Ц̌                                       | Ч                                       | Ӵ                                       | Ҷ                                       | Ҷ̈                                       | Щ                                       | Ш                                       | Ы                                       | Ә                                       | Э                                       | Ю                                       | Я                                       |
| а                                       | б                                       | в                                       | в̌                                       | г                                       | ғ̌                                       | ғ                                       | д                                       | д̈                                       | е                                       | ё                                       | җ                                       | ж                                       | з                                       | з̌                                       | и                                       | й                                       | к                                       | қ                                       | л                                       | м                                       | н                                       | о                                       | п                                       | р                                       | с                                       | с̌                                       | т                                       | т̈                                       | у                                       | ф                                       | х                                       | х̌                                       | ц                                       | ц̌                                       | ч                                       | ӵ                                       | ҷ                                       | ҷ̈                                       | щ                                       | ш                                       | ы                                       | ә                                       | э                                       | ю                                       | я                                       |

Un comité pour la normalisation des alphabets wakhi est formé en octobre 2011.

## Phonologie

### Voyelles
|         | Antérieure | Centrale | Postérieure |
| ------- | ---------- | -------- | ----------- |
| Fermée  | i [i]      | ɨ [ɨ]    | u [u]       |
| Moyenne | e [e]      | ə [ə]    | o [o]       |
| Ouverte |            | a [a]    |             |

### Consonnes
|              |              | Bilabiales  | Dentales | Alvéolaires    | Alvéolaires | Alvéolaires   | Dorsales    | Dorsales | Glottales |
| ------------ | ------------ | ----------- | -------- | -------------- | ----------- | ------------- | ----------- | -------- | --------- |
| Centrales    | Latérales    | Bilabiales  | Dentales | Palatales      | Vélaires    | Uvulaire      |             |          | Glottales |
| Occlusives   | simples      | p [p] b [b] |          | t [t] d [d]    |             |               | k [k] g [g] | q [q]    |           |
| Occlusives   | rétroflexes  |             |          | ṭ [ʈ] ḍ [ɖ]    |             |               |             |          |           |
| Affriquées   | simples      |             |          | c [t͡s] dz [d͡z] |             | č [t͡ʃ] j [d͡ʒ] |             |          |           |
| Affriquées   | rétroflexes  |             |          | ċ [t͡ʂ]         |             | ć [-] dź [-]  |             |          |           |
| Fricatives   | sourdes      | f [f]       | θ [θ]    | s [s]          |             | š [ʃ]         | x [x]       | χ [χ]    | h [h]     |
| Fricatives   | sonores      | v [v]       | ð [ð]    | z [z]          |             | ž [ʒ]         | ɣ [ɣ]       | ʁ [ʁ]    |           |
| Fricatives   | rétroflexes  |             |          |                |             | ś [-] ź [-]   |             |          |           |
| Nasales      | Nasales      | m [m]       |          | n [n]          |             |               |             |          |           |
| liquide      | liquide      |             |          | r [r]          | l [l]       |               |             |          |           |
| Semi-voyelle | Semi-voyelle | w [w]       |          |                |             | y [j]         |             |          |           |

## Sources
- (fr) A.L. Grünberg, I.M. Steblin-Kamensky, La langue wakhi 2, essai grammatical et dictionnaire wakhi-français, Paris, Éditions de la maison des sciences de l'Homme, 1988  (ISBN 2-7351-0289-0)
- Karim Khan Saka (trad. de l'avestique), Parlons wakhi : Culture et langue du peuple wakhi, Pakistan, Afghanistan, Tadjikistan et Chine, Paris, L’Harmattan, 2010, 304 p. (ISBN 978-2-296-11116-5)
- (ru) Т.Н. Паxалина, Б.Б. Лашкарбеков, Ваханский язык dans Языки мира, Иранские языки III. Восточноиранские языки, Moscou, Indrik, 2000  (ISBN 5-85759-107-4)
- (ru) В.С. Соколова, Ваханский язык in Очерки по фонетике иранских языков, Tome 2, Moscou, Izdatel'stvo Akademii Nauk SSSR, 1953.
- (ru) И.М. Стеблин-Каменский, Этимологический словарь ваханского языка, Saint-Petersbourg, Peterburgskoe Vostokovedenie, 1999  (ISBN 5-85803-093-9)
- « International committee proposed for standardization of Wakhi alphabets », sur Pamir Times.net, 15 octobre 2011